# Miltiadis Tentoglou
Miltiadis "Miltos" Tentoglou (grekiska: Μιλτιάδης Τεντόγλου), född 18 mars 1998 i Thessaloniki, är en grekisk friidrottare som tävlar i längdhopp. Han tog guld vid olympiska sommarspelen 2020 i Tokyo.
Tentoglou har blivit Europamästare sex gånger: 2018 vid EM i Berlin, 2019 vid inomhus-EM i Glasgow, 2021 vid inomhus-EM i Toruń, 2022 vid EM i München, 2023 vid inomhus-EM i Istanbul och 2024 vid EM i Rom. Han har även blivit världsmästare tre gånger: 2022 vid inomhus-VM i Belgrad, 2023 vid VM i Budapest och 2024 vid inomhus-EM i Glasgow.
Vid OS 2024 tog han guld i längdhopp.

## Karriär

### Tidiga år
Tentoglou är född i Thessaloniki, men växte upp i Grevená. Som tonåring utövade han parkour och började först med friidrott som 15-åring. Tentoglou upptäcktes då av den erfarne friidrottstränaren Vangelis Papanikos medan han gjorde parkour på stadion i Grevená. Den 6 juni 2015 hoppade Tentoglou 7,65 meter vid en tävling i Thessaloniki och senare samma månad förbättrade han sitt personbästa till 7,69 meter vid grekiska juniormästerskapen i Serrai.

### 2015–2018
Tentoglou gjorde sin första internationella tävling i längdhopp i juli 2015 då han vid ungdoms-VM i Cali slutade på 5:e plats efter ett hopp på 7,66 meter. Ett år senare tog Tentoglou silver vid junior-VM i Bydgoszcz efter ett hopp på 7,91 meter och blev endast besegrad av kubanen Maykel Massó. Under 2016 tävlade han även för Grekland vid olympiska sommarspelen 2016 i Rio de Janeiro. I längdhoppstävlingen slutade Tentoglou på 27:e plats i kvalet efter ett hopp på 7,64 meter och gick inte vidare till finalen.
I juni 2017 vid grekiska friidrottsmästerskapen i Patras tog Tentoglou guld och satte ett nytt grekiskt juniorrekord efter ett hopp på 8,30 meter. Följande månad vid junior-EM i Grosseto tog Tentoglou guld efter ett hopp på 8,07 meter, vilket var hans första hopp över 8 meter i en internationell tävling. I augusti 2017 vid VM i London slutade Tentoglou på totalt 19:e plats med ett hopp på 7,79 meter och blev utslagen i kvalet. I mars 2018 slutade han på 9:e plats vid inomhus-VM i Birmingham efter ett hopp på 7,82 meter. I augusti 2018 blev Tentoglou Europamästare vid EM i Berlin efter ett hopp på 8,25 meter och blev samtidigt den första grekiska EM-guldmedaljören genom tiderna i längdhopp. Följande månad tog Tentoglou silver vid Kontinentalcupen i Ostrava, där han tävlande för Europa gjorde ett hopp på 8,00 meter och endast besegrades av sydafrikanska Ruswahl Samaai.

### 2019–2022
I mars 2019 vid inomhus-EM i Glasgow tog Tentoglou guld efter ett hopp på 8,38 meter. Hans hopp blev ett nytt världsårsbästa, grekiskt inomhusrekord samt det längst hoppet inomhus av en europeisk idrottare under ett årtionde. I juli 2019 vid U23-EM i Gävle tog Tentoglou guld efter ett hopp på 8,32 meter. Följande månad slutade han på första plats vid europeiska lagmästerskapen i Bydgoszcz efter ett hopp på 8,30 meter, vilket gav 12 poäng till Grekland som tävlade i superligan. I september 2019 tävlade Tentoglou vid VM i Doha, men slutade endast på 10:e plats i finalen.
I mars 2021 tog Tentoglou sitt andra raka guld vid inomhus-EM i Toruń efter ett hopp på 8,35 meter. I maj 2021 hoppade han ett nytt personbästa på 8,60 meter vid en tävling i Kallithea, vilket var det 16:e längsta längdhoppet genom tiderna. Vid OS i Tokyo 2021 tog Tentoglou guld i längdhoppstävlingen efter ett hopp på 8,41 meter. I mars 2022 vid inomhus-VM i Belgrad tog Tentoglou guld i längdhopp efter att hoppat ett världsårsbästa på 8,55 meter, vilket även blev ett nytt personbästa inomhus. I juli 2022 vid VM i Eugene tog han silver i längdhoppstävlingen efter att besegrats av kinesiska Wang Jianan. Följande månad vid EM i München tog Tentoglou sitt andra raka EM-guld i längdhopp och satte ett nytt mästerskapsrekord med ett hopp på 8,52 meter.

### 2023-2024
Vid Världsmästerskapen i friidrott 2023 vann Tentoguou sitt första VM-guld utomhus. Tidigare under året hade han också vunnit sitt tredje raka guld vid inomhus-EM. Vid Europamästerskapen i friidrott 2024 vann Tentoglou även sitt tredje raka EM-guld utomhus då han hoppade 8,65 meter, nytt personbästa, världsårsbästa och mästerskapsrekord.
Vid olympiska sommarspelen 2024 i Paris försvarade han sitt guld från Tokyo då han vann efter att hoppat 8,48 meter i finalen.

## Tävlingar

### Internationella
| År                    | Tävling                             | Plats                 | Placering             | Distans               |                       |
| Tävlande för Grekland | Tävlande för Grekland               | Tävlande för Grekland | Tävlande för Grekland | Tävlande för Grekland | Tävlande för Grekland |
| --------------------- | ----------------------------------- | --------------------- | --------------------- | --------------------- | --------------------- |
| 2015                  | Ungdomsvärldsmästerskapen           | Cali                  | 5:e                   | 7,66 m                |                       |
| 2016                  | Juniorvärldsmästerskapen            | Bydgoszcz             | 2:a                   | 7,91 m                |                       |
| 2016                  | Olympiska sommarspelen              | Rio de Janeiro        | 27:e (kval)           | 7,64 m                |                       |
| 2017                  | Junioreuropamästerskapen            | Grosseto              | 1:a                   | 8,07 m                |                       |
| 2017                  | Världsmästerskapen                  | London                | 19:e (kval)           | 7,79 m                |                       |
| 2018                  | Inomhusvärldsmästerskapen           | Birmingham            | 9:e                   | 7,82 m                |                       |
| 2018                  | Europamästerskapen                  | Berlin                | 1:a                   | 8,25 m                |                       |
| 2018                  | Kontinentalcupen                    | Ostrava               | 2:a                   | 8,00 m                |                       |
| 2019                  | Europeiska inomhusmästerskapen      | Glasgow               | 1:a                   | 8,38 m 0NR0           |                       |
| 2019                  | U23-europamästerskapen              | Gävle                 | 1:a                   | 8,32 m                |                       |
| 2019                  | Europeiska lagmästerskapen          | Bydgoszcz             | 1:a                   | 8,30 m                |                       |
| 2019                  | Världsmästerskapen                  | Doha                  | 10:e                  | 7,79 m                |                       |
| 2021                  | Europeiska inomhusmästerskapen      | Toruń                 | 1:a                   | 8,35 m                |                       |
| 2021                  | Olympiska sommarspelen              | Tokyo                 | 1:a                   | 8,41 m                |                       |
| 2022                  | Inomhusvärldsmästerskapen           | Belgrad               | 1:a                   | 8,55 m 0NR0           |                       |
| 2022                  | Världsmästerskapen                  | Eugene                | 2:a                   | 8,32 m                |                       |
| 2022                  | Europamästerskapen                  | München               | 1:a                   | 8,52 m                |                       |
| 2023                  | Europeiska inomhusmästerskapen      | Istanbul              | 1:a                   | 8,30 m                |                       |
| 2023                  | Europeiska spelen / lagmästerskapen | Chorzów               | 1:a                   | 8,34 m                |                       |
| 2023                  | Världsmästerskapen                  | Budapest              | 1:a                   | 8,52 m                |                       |
| 2024                  | Inomhusvärldsmästerskapen           | Glasgow               | 1:a                   | 8,22 m                |                       |
| 2024                  | Europamästerskapen                  | Rom                   | 1:a                   | 8,65 m 0MR0           |                       |
| 2024                  | Olympiska sommarspelen              | Paris                 | 1:a                   | 8,48 m                |                       |
| 2025                  | Inomhusvärldsmästerskapen           | Nanjing               | 5:e                   | 8,14 m                |                       |
| 2025                  | Europeiska lagmästerskapen          | Madrid                | 1:a                   | 8,46 m 0MR0           |                       |
| 2025                  | Balkanmästerskapen                  | Volos                 | 1:a                   | 8,07 m                |                       |

### Nationella
| - Grekiska friidrottsmästerskapen (utomhus): - 2015: Brons – Längdhopp (7,73 meter, Aten) - 2016: Brons – Längdhopp (7,83 meter, Patras) - 2017: Guld – Längdhopp (8,30 meter, Patras) - 2018: Guld – Längdhopp (8,24 meter, Patras) - 2019: Guld – Längdhopp (8,22 meter, Patras) - 2021: Guld – Längdhopp (8,48 meter, Patras) - 2022: Guld – Längdhopp (8,32 meter, Thessaloniki) - 2023: Guld – Längdhopp (8,38 meter, Volos) - 2024: Guld – Längdhopp (8,42 meter, Volos) - 2025: Guld – Längdhopp (8,12 meter, Volos) | - Grekiska friidrottsmästerskapen (inomhus): - 2016: Silver – Längdhopp (7,30 meter, Pireus) - 2017: Silver – Längdhopp (7,65 meter, Aten) - 2019: Guld – Längdhopp (8,19 meter, Pireus) - 2020: Guld – Längdhopp (8,26 meter, Pireus) - 2021: Guld – Längdhopp (8,00 meter, Pireus) - 2022: Guld – Längdhopp (8,20 meter, Pireus) - 2023: Guld – Längdhopp (8,20 meter, Pireus) - 2024: Guld – Längdhopp (8,26 meter, Pireus) - 2025: Guld – Längdhopp (7,92 meter, Pireus) |

## Personliga rekord
| Utomhus - Längdhopp – 8,65 m (Rom, 8 juni 2024) - Tresteg – 15,61 m (Kastoria, 23 april 2016) | Inomhus - Längdhopp – 8,55 m (Belgrad, 18 mars 2022) 0NR0 |